# 中国共产党长沙市委员会
中国共产党长沙市委员会（简称中共长沙市委、长沙市委），是中国共产党在湖南省长沙市的领导机关。现任市委书记是吴桂英。

## 沿革
1923年上半年，中共长沙地方执行委员会在中共湘区执行委员会领导下成立。地委机关曾一度设在营盘街17号。陈佑魁、夏明翰等历任书记职务:6。1926年7月北伐军进入长沙后，改称中共长沙市委员会。从1926年7月至1927年9月，李亚农、陈竞生、彭公达历任市委书记。1927年10月，涂正楚任市委书记。同年12月19日，涂正楚在灰日暴动中被捕牺牲，党组织被破坏。1930年7月，红三军攻占长沙，党组织曾一度恢复。但在撤军后再遭破坏:7。
1937年，国共两党实现第二次合作。1937年12月9日，徐特立、王凌波赴长沙建立八路军驻湘通讯处。1938年1月，中共长沙市临时工作委员会正式成立。任作民、丁务淳等历任书记职务。1938年5月，中共长沙市委员会正式成立。任作民、宋濂、毛达恂等历任书记职务。11月，长沙市委与长沙县委合并（一套人马，两块牌子）。1939年至1945年，市一级党组织中断:8。
1945年抗日战争胜利后，党组织开始恢复。1945年11月，中共长沙县委正式恢复成立，谢介眉、周礼、沈立人等历任书记。县委机关曾一度设在南阳街熊子烈家中的小阁楼上。
1948年8月，中共长沙特别支部成立，直属中共中央上海局领导。陈克东、刘晴波历任特支书记。1949年1月中共湖南省工委决定，在中共长沙县委的基础上，分别建立长沙市工作委员会和长沙县工作委员会。1949年7月1日，中共长沙特别支部合并至中共长沙市工作委员会:10。
1949年8月初，长沙解放。25日，经中共湖南省委批准，中共长沙市工委与随军南下的市委合并，成立新的中共长沙市委员会。曹瑛、曾直、秦雨屏历任书记职务。1956年5月15日至22日，中共长沙市第一届代表大会召开，选举产生中共长沙市第一届委员会:12。
1968年2月27日，长沙市革命委员会正式成立。同年11月，湖南省革命委员会湘政（68）51号文件决定，在市革委会设立党的核心小组。1970年5月进行了一次人事调整。丁健、景林历任组长；孙云英、邹恒军、李照民历任副组长:15。

## 历届组成人员
第一届市委（1956年5月－1959年7月）
- 第一书记：秦雨屏、曹痴、李瑞山（兼）
- 书记：曹痴（1957年5月免，1958年1月重任）、孔安民、苑洪武、韩曙光、王群伍
- 常委：秦雨屏、曹痴、孔安民、苑洪武、韩曙光、王群伍、丁维克、刘健、林楠、张惠民、覃正光、李瑞山（增补）、陈学源（增补）、杨如彭（增补）、范志德（增补）

第二届市委（1959年7月－1961年9月）
- 第一书记：李瑞山（兼）、胡云初（未到职）
- 书记：曹痴、孔安民、王群伍、韩曙光、丁维克、范志德
- 常委：李瑞山、胡云初（未到职）、曹痴、孔安民、王群伍、韩曙光、丁维克、刘健、林楠、陈学源、范志德、张惠民、杨如彭、罗秋月（增补）、张庶民（增补）、刘英（增补）、戴巍（增补）、王秀仁（增补）、王凤余（增补）

第三届市委（1961年9月－1965年8月）
- 第一书记：李瑞山（兼）
- 书记：孔安民、王群伍、韩曙光
- 副书记：白连城、赵阳城
- 常委：李瑞山、孔安民、王群伍、韩曙光、刘健、张惠民、张庶民、杨如彭、陈学源、刘英、罗秋月、戴巍、王秀仁、王凤余、白连城（增补）、赵阳城（增补）、张本科（增补）

第四届市委（1965年8月－1971年1月）
- 第一书记：李瑞山（兼）
- 书记：孔安民、王群伍、韩曙光、白连城（1963年6月任）、赵阳城（1964年2月任）
- 常委：李瑞山、孔安民、王群伍、韩曙光、白连城、赵阳城、刘健、刘英、张惠民、张庶民、张本科、杨如彭

第五届市委（1971年1月－1980年9月）
- 第一书记：景林、于明涛（兼）、齐寿良
- 书记：宁生、张厚、石新山
- 副书记：邹恒军、李照民、苏明、武祚春、韩曙光 、柳同仁、雷志忠、张庶民、王守仁、李朗秋、李明来

第六届市委（1980年9月－1985年10月）
- 第一书记：刘夫生 (兼，1982年任）
- 第二书记：熊清泉、齐振瑛（1982年11月－1985年6月）
- 书记：石新山、邹乃山、王众孚（1985年6月任）
- 常务副书记：齐振瑛（1980年9月－1982年11月）
- 副书记：李照民、张惠民、齐振瑛（1981年8月－1981年12月）、王克俭、高喜华、罗海藩、王众孚（1984年8月－1985年6月）、曾昭宣、俞又昌、王克英

第七届市委（1985年10月－1990年）
- 书记：王众孚
- 副书记：王克英、曾昭宣、俞又昌

第十三届市委（2016年9月－2021年9月）
- 书记：易炼红（2016年9月－2017年7月）、胡衡华（2017年7月[3]－2020年10月）、吴桂英（2021年2月[4]－）
- 副书记：徐宏源（2016年9月[5]－2018年11月）、陈文浩（2016年12月[6]－2018年1月）、胡忠雄（2018年2月[7]－2020年1月）、朱健（2019年2月[8]－2020年2月）、郑建新（2020年2月[9]－）、阚保勇（2021年5月－）
- 常委：胡衡华、徐宏源、李军（－2016年12月）、张迎春、钟钢（－2020年8月）、夏建平、曹立军、王忠斌、黎春秋、高山、谭小平、张宏益、蔡亭英（2016年12月－2020年11月）、廖建华（2020年8月－）

第十四届市委（2021年9月－）
- 书记：吴桂英
- 副书记：郑建新（－2023年5月）、阚保勇（－2022年3月）、谭勇（2022年6月－）、周海兵（2023年5月－2025年6月）
- 常委：吴桂英、郑建新（－2023年5月）、阚保勇（－2022年3月）、谭勇、胡卫兵（－2023年1月）、冯紫英、彭华松、何朝晖（－2022年6月）、罗缵吉、朱东铁、陈澎、刘拥兵（－2023年5月）、张敏、邱继兴（2022年6月－）、刘汇（2022年8月－）、陈刚（2023年5月－）、周海兵（2023年5月－2025年6月）、李铁华（2025年2月－）